# Malthinus corylicus
Malthinus corylicus es una especie de coleóptero de la familia Cantharidae.

## Distribución geográfica
Habita en Turquía.